# هوندا سي بي آر 1000 إف
هوندا سي بي أر 1000 أف(بالإنجليزية: Honda CBR1000F)‏ هي دراجة نارية من تصنيع هوندا.